# كورتيس غريم
كورتيس غريم (بالإنجليزية: Curtis Grimm)‏ هو اقتصادي أمريكي، ولد في 10 يوليو 1953 في ريد وينغ في الولايات المتحدة، وتوفي في 12 ديسمبر 2018 في كوليج بارك في الولايات المتحدة بسبب سرطان.